# Erpetogomphus schausi
Erpetogomphus schausi – gatunek ważki z rodziny gadziogłówkowatych (Gomphidae). Występuje na terenie Ameryki Środkowej.